# 야시카 Flash-O-Set
야시카 Flash-O-Set(Yashica Flash-O-Set)은 세레니움 셀 제어 자동노출 35mm 뷰파인더 카메라다. 두 개의 모델이 있다. 1961년 출시된 오리지널은 렌즈 위에 라이트 미터 셀이 있고, 1962년 출시된 모델은 라이트 미터가 렌즈 주위에 붙어 있다.

## 사양
- 렌즈: 야시논 40mm f4, 고정
- 셧터: 고정 1/60
- 미터링: 셀레니움 셀
- 플래시: 내장
- 전원: 타입 Y-10 15 볼트 배터리(플래시용)